# Zonguldak (tỉnh)
Zonguldak là một tỉnh dọc theo vùng bờ tây biển Đen của Thổ Nhĩ Kỳ. Diện tích là 3.481 km² và dân số là 558.645 người. Các tỉnh giáp ranh là Duzce về phía tây nam, Bolu về phía nam, Karabük về phía đông nam, và Bartın về phía đông. Tỉnh lỵ là Zonguldak.
Tỉnh này là một trung tâm khai thác than đá lớn. 

## Các huyện

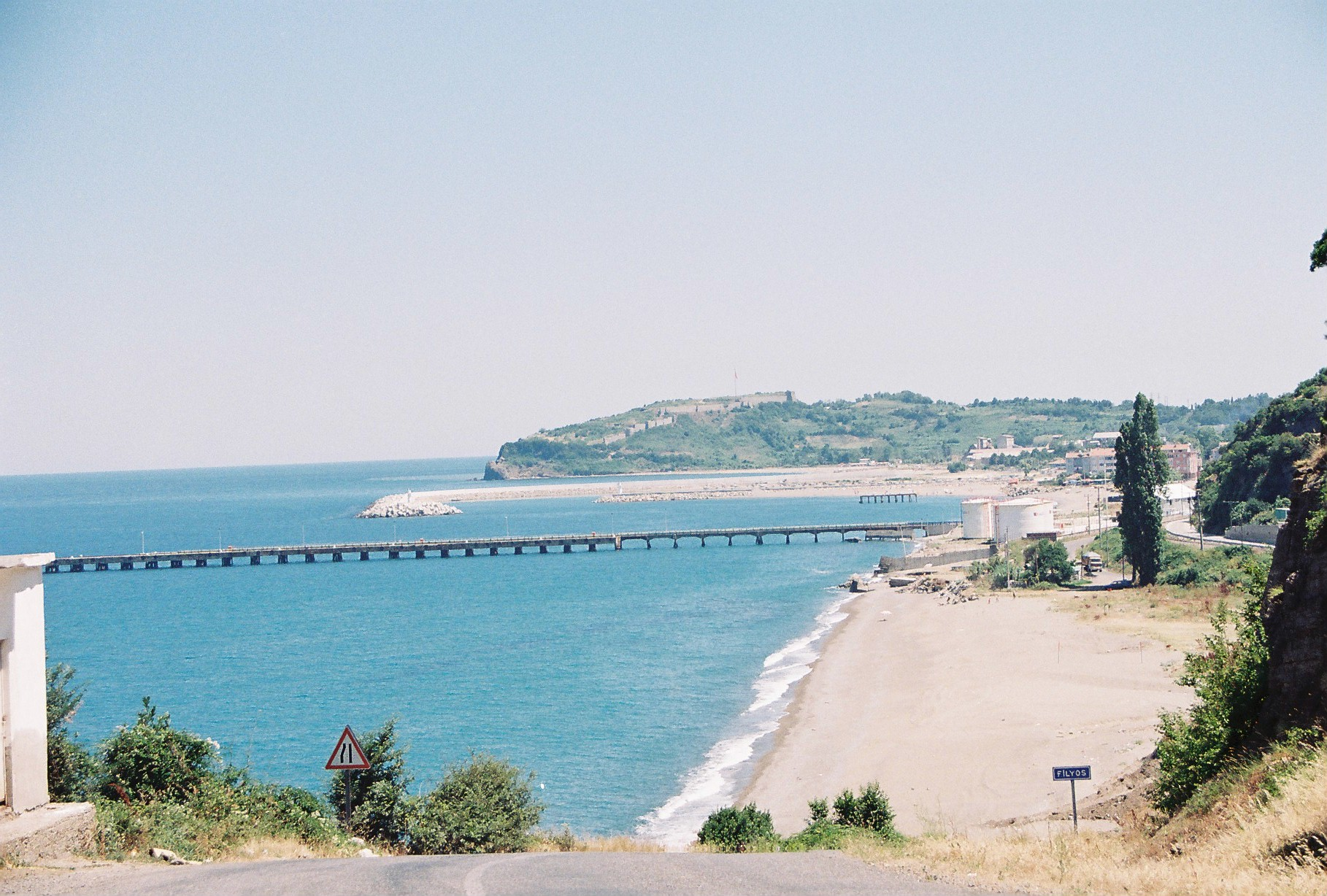
vịnh Filyos, Zonguldak

Tỉnh Zonguldak được chia thành 6 huyện (tỉnh lỵ được bôi đậm):
- Alaplı
- Çaycuma
- Devrek
- Ereğli (Heraclea Pontica)
- Gökçebey
- Zonguldak

Tỉnh này có nhiều bãi biển dọc theo 80 km bờ biển, tính từ phía đông, các bãi biển này là: Sazköy, Filyos, Türkali, Göbü, Hisararkası, Uzunkum, Tersane, Kapuz, Karakum, Değirmenağzı, Ilıksu, Kireçlik, Armutçuk, Black Sea Ereğli, Mevreke, Alaplı and Kocaman.